# Kantueu Muoy (gmina)
Kantueu Muoy – gmina (khum) w zachodniej Kambodży, w prowincji Bătdâmbâng, w dystrykcie Banan. Stanowi jedną z 8 gmin dystryktu.

## Miejscowości
Na obszarze gminy położonych jest 7 miejscowości:
- Thmei
- Tuol Thnong
- Svay Pre
- Svay Bei Daeum
- Kampong Ampil
- Sasar Pok
- Voat Kantueu